# Mystery Science Theater 3000 (Film)
Mystery Science Theater 3000 ist ein US-amerikanischer Kinofilm aus dem Jahr 1996. Er ist ein Ableger der (nur im englischsprachigen Raum erschienenen) gleichnamigen Fernsehserie. Die Free-TV-Premiere in Deutschland war erst am 18. April 2014 auf Tele 5 im Rahmen des 20. Jubiläums von Kalkofes Mattscheibe. Oliver Kalkofe war auch an der Übersetzung des Films beteiligt.

## Handlung
Der böse Wissenschaftler Dr. Clayton Forrester arbeitet in seinem unterirdischen Labor Deep 13 und erklärt, dass er Mike Nelson mittels des Filmes Metaluna IV antwortet nicht in den Wahnsinn treiben will. Mike Nelson, Tom Servo und Crow T. Robot leben, zusammen mit Gypsy, an Bord des Satellite of Love, der in der Erdumlaufbahn kreist.

### Prolog
Bevor This Island Earth beginnt, wird Mike in einem riesigen Hamsterrad trainiert und danach von Gypsy begrüßt, auch Servo gesellt sich dazu. Nach einigen Anspielungen von Servo bemerkt Mike ein dumpfes Hämmern im Hintergrund, und Servo weist darauf hin, dass Crow nicht da ist. Er hat ihn mit einer Spitzhacke gesehen. Mike bemerkt gleich die Gefahr dahinter und geht sofort zu Crow. Dieser hackt mit der Spitzhacke ein Loch in den Satellite of Love, um einen Tunnel zur Erde zu bauen, obwohl er selbst weiß, dass die Idee nicht schlau ist und alle umbringen würde.

### 1. Sketch
Der Film wird durch einen Filmriss unterbrochen und Mike will den Satellite of Love zur Erde fliegen. Aufgrund seiner mangelnden Flugkünste kracht er in das Hubble-Weltraumteleskop; mit Hilfe von Greifarmen befördert er das Teleskop wieder ins Weltall, was aber gleich auf die Erde „runter“ fällt. Dass dies unlogisch ist, wird sogar von Mike erwähnt.

### 2. Sketch
Hier wird der Film unterbrochen, weil Servo merkt, dass er auch einen Interrozitor (eine im Film vorkommende Maschine) hat und diese alle zur Erde bringen könnte. Durch den Interrozitor nehmen sie Kontakt zu einem Metalunaner auf. Dr. Forrester unterbricht jedoch die Verbindung und schickt sie wieder ins Kino.

### Epilog
Der Film ist vorbei und Dr. Forrester glaubt, Mikes Verstand sei gebrochen, was jedoch nicht der Fall ist. Alle auf dem Satellite of Love feiern eine „Metaluna-Party“, Dr. Forrester teleportiert sich versehentlich mittels des Interrozitor weg und Mike, Servo und Crow „freuen“ sich, dass sie nie wieder zur Erde zurück können.

## Anspielungen
Hier werden einige Film-Zitate der deutschen Übersetzung und ihre Bedeutung aufgelistet.
- Tom Servo: „Oh Peine, Perle Niedersachsens“

In Peine ist Oliver Kalkofe (Synchronsprecher von Tom Servo) aufgewachsen.
- Tom Servo: „Und hinter Tor 1 verbirgt sich: Eine Eisenleiter!“

Crow: „Nein, das ist der Zonk.“
Dies ist eine Anspielung auf die Spielshow Geh aufs Ganze!, in der man als Trostpreis den „Zonk“, eine schwarz-rote Plüschmaus, bekam.
- Crow: „Hey Brekki, mussten sie früher Katzenfutter essen?“

Dies ist eine Anspielung auf Brekkies-Katzenfutter.

## Synchronisation
| Schau- und Puppenspieler | Deutsche Synchronstimme | Rolle                 |
| ------------------------ | ----------------------- | --------------------- |
| Michael J. Nelson        | Andreas Liebold         | Mike Nelson           |
| Trace Beaulieu           | Oliver Welke            | Crow T. Robot         |
| Kevin Murphy             | Oliver Kalkofe          | Tom Servo             |
| Jim Mallon               | Sabine Bulthaup         | Gypsy                 |
| Trace Beaulieu           | Asso Richter            | Dr. Clayton Forrester |
| John Brady               | Oliver Kalkofe          | Metalunaner           |

## Rezeption
Das Lexikon des Internationalen Films urteilt, der Film könnte Freunde von B-Movies in eingeschränktem Maße unterhalten, wäre da nicht Oliver Kalkofes Synchronisation, die „in die tiefsten Niederungen des Flachsinns führe“.